# Leipziger Volksbank
Die Leipziger Volksbank eG ist eine deutsche Genossenschaftsbank mit Sitz in Leipzig. Das Geschäftsgebiet umfasst die Stadt Leipzig sowie große Teile der Landkreise Leipzig und Nordsachsen. 

## Geschichte
Die Leipziger Volksbank eG ist im Jahre 2013 aus der Verschmelzung der Volksbank Leipzig eG mit der VR Bank Leipziger Land eG hervorgegangen. Die Vorgängerbanken wurden 1856 bzw. 1860 gegründet. Im Jahre 2017 fusionierte die Leipziger Volksbank eG mit der Raiffeisenbank Torgau eG.

## Organisation
Organe der Bank sind der Vorstand, der Aufsichtsrat und die Vertreterversammlung. Die Leipziger Volksbank eG ist der amtlich anerkannten BVR Institutssicherung GmbH und der zusätzlichen freiwilligen Sicherungseinrichtung des Bundesverbandes der Deutschen Volksbanken und Raiffeisenbanken e. V. angeschlossen.

## Finanzgruppe
Die Bank ist Teil der genossenschaftlichen Finanzgruppe und vermittelt deren Produkte.